# خوراب (مقاطعة فراشبند)
خوراب (بالفارسية: خوراب) هي قرية تقع في قسم دهرم الريفي في إيران. يقدر عدد سكانها بـ 21 نسمة بحسب إحصاء 2016.